# Karijini nationalpark
Karijini nationalpark är en nationalpark i Australien.   Den ligger i delstaten Western Australia, i den västra delen av landet, 3 300 km nordväst om huvudstaden Canberra. Karijini nationalpark ligger 782 meter över havet.
Omgivningarna runt Karijini nationalpark är i huvudsak ett öppet busklandskap.